# Démographie des Îles Marshall
Cet article contient des statistiques sur la démographie des Îles Marshall, un pays d'Océanie.
Avec 70 983 habitants (appelés les Marshallais) recensés en 2014, les Îles Marshall font partie des États indépendants les moins peuplés. La population de Delap-Uliga-Darrit, la capitale et plus grande ville du pays, située sur l'atoll de Majuro s'élève à 20 000 habitants environ. Cette ville regroupe près d'un tiers de la population marshallaise.
Le rythme de croissance démographique est positif. Il est avant tout dû au solde naturel (+2,25 % par an), le solde migratoire étant négatif (-0,578% annuellement).
L'indice de fécondité est élevé (3,85 enfants par femme) et la population est jeune (38,1% de la population a moins de 15 ans).
Les langues parlées aux Îles Marshall sont le marshallais et l'anglais. La première est essentiellement parlée dans le cadre familial et est utilisée par le gouvernement. Il s'agit de la langue vernaculaire de l'archipel. La seconde, quant à elle, est la langue administrative et de commerce.
Les Marshallais représentent la grande majorité de la population du pays. Il s'agit d'un peuple micronésien surtout composé de pêcheurs et de navigateurs. Une partie de la population de l'atoll de Kwajalein se compose de soldats américains. Il existe aussi une communauté asiatique (principalement des japonais, philippins, chinois et coréens). Les autres minorités représentées sont essentiellement d'autres Micronésiens (Gilbertins, Kosraéens), des Australiens et des Néo-Zélandais.
Le protestantisme demeure de loin la religion la plus pratiquée dans le pays (54,8% de la population).

## Évolution démographique
- 1999: 50 875 hab.
- 2002: 56 639 hab.
- 2005: 61 963 hab.
- 2008: 63 174 hab.
- 2014: 70 983 hab.
- 2018: 75 684 hab.

## Cartes

Répartition de la population aux Îles Marshall.
Solde migratoire aux Îles Marshall.

## Sources
1. ↑  Indicateurs du World-Factbook publié par la CIA.
2. ↑  Le taux de variation de la population 2018 correspond à la somme du solde naturel 2018 et du solde migratoire 2018 divisée par la population au 1er janvier 2018.
3. ↑  Indicateurs du World-Factbook publié par la CIA.
4. ↑  L'indicateur conjoncturel de fécondité (ICF) pour 2018 est la somme des taux de fécondité par âge observés en 2018. Cet indicateur peut être interprété comme le nombre moyen d'enfants qu'aurait une génération fictive de femmes qui connaîtrait, tout au long de leur vie féconde, les taux de fécondité par âge observés en 2018. Il est exprimé en nombre d’enfants par femme. C’est un indicateur synthétique des taux de fécondité par âge de 2018.
5. ↑  Indicateurs du World-Factbook publié par la CIA.
6. ↑   Le taux de natalité 2018 est le rapport du nombre de naissances vivantes en 2018 à la population totale moyenne de 2018.
7. ↑  Indicateurs du World-Factbook publié par la CIA.
8. ↑   Le taux de mortalité 2018 est le rapport du nombre de décès, au cours de 2018, à la population moyenne de 2018.
9. ↑  Indicateurs du World-Factbook publié par la CIA.
10. ↑  Le taux de mortalité infantile est le rapport entre le nombre d'enfants décédés à moins d'un an et l'ensemble des enfants nés vivants.
11. ↑  L'espérance de vie à la naissance en 2018 est égale à la durée de vie moyenne d'une génération fictive qui connaîtrait tout au long de son existence les conditions de mortalité par âge de 2018. C'est un indicateur synthétique des taux de mortalité par âge de 2018.
12. ↑  L'âge médian est l'âge qui divise la population en deux groupes numériquement égaux, la moitié est plus jeune et l'autre moitié est plus âgée.

- Statistique de la CIA
- Statistique  de l’ONU